# Novembre 1944
Les événements concernant la Seconde Guerre mondiale sont détaillés dans l'article Novembre 1944 (Seconde Guerre mondiale).

## Évènements
- François Mitterrand fonde l’UDSR (Union démocratique et socialiste de la Résistance), un parti de centre-gauche qui participera au pouvoir sous la Quatrième République.
- Reconstitution de la SFIO, qui exclut deux de ses membres qui ont voté les pleins pouvoirs à Pétain, le 10 juillet 1940 (Novembre) et du Parti radical-socialiste (décembre).
- En Chine, les Japonais ont pris toutes les bases de bombardement américaines, sauf Chongqing. Au Japon, les Américains bombardent les villes.
- 3 novembre :
  - dans une proclamation aux partisans italiens, le général Alexander, qui commande les opérations en Méditerranée, les exhorte à renoncer aux opérations militaires de grande envergure durant l’hiver.
  - Début du projet Fugo de bombardement de l'Amérique du Nord depuis la côte du Japon par des ballons incendiaires.
- 5 novembre : début des massacres de Kremnička et Nemecká.
- 6 novembre : au Caire, deux jeunes Juifs du groupe Lehi, Eliahou Hakim et Eliahou Bet Zouri, abattent dans sa voiture lord Moyne, haut-commissaire de Londres au Proche-Orient. Ce dernier avait refusé l’accostage du Struma, un bateau roumain amenant 700 réfugiés d’Europe centrale dont 300 enfants. Le bateau repoussé avait été torpillé en mer Noire. Arrêtés aussitôt, Hakim et Bet Zouri sont condamnés à mort et pendus.
- 7 novembre : Franklin D. Roosevelt est élu Président des États-Unis pour la quatrième fois, face à Thomas E. Dewey.
- 8 novembre : Walter Nowotny est décédé aux commandes de son Me-262.
- 11 novembre, France : défilé militaire sur les Champs-Élysées des troupes françaises (dont le 2e régiment de chasseurs parachutistes), devant le général de Gaulle et Winston Churchill.
- 12 novembre : le cuirassé allemand Tirpitz est coulé dans le fjord de Tromsø par des bombardiers Avro Lancaster.
- 14 novembre, France : offensive française de la 1re armée en direction de Belfort. De Lattre avance par la trouée de Belfort.
- 15 novembre : premier vol de l'avion de transport militaire américain Boeing C-97 Stratofreighter.
- 18 novembre, France : création de la Haute-Cour de justice qui jugera les responsables du régime de Vichy.
- 19 novembre : les chars français atteignent le Rhin.
- 20 novembre, France : de Lattre libère Belfort, Mulhouse et Saint-Louis.
- 23 novembre :
  - Leclerc et sa 2e DB libèrent Strasbourg, respectant ainsi le serment de Koufra ;
  - libération par les américains du camp de concentration de Natzweiler-Struthof.
  - Le Gouvernement fédéral du Canada autorise l'envoi à l'Europe de 16 000 recrues canadiennes.
- 24 novembre : bombardement de Tōkyō
- 25 novembre, France : retour du dirigeant communiste Maurice Thorez, qui a passé la guerre en Union soviétique. Il est amnistié par de Gaulle le 27 novembre.
- 26 novembre, France : le MRP (Mouvement républicain populaire), d’inspiration démocrate-chrétienne, tient son congrès constitutif.
- 28 novembre : grève générale insurrectionnelle à Bruxelles, à la suite de l’obligation faite aux résistants de rendre les armes.
- 30 novembre : massacre de Thiaroye, au Sénégal. Les « tirailleurs » réclament l’égalité de solde et de prime de démobilisation avec les soldats français. Le bilan officiel de la répression est de 35 morts, 35 blessés graves, et 15 mutins sont condamnés.

## Naissances
- 1er novembre : Gérard Dériot, homme politique française († 10 juin 2024).
- 2 novembre : Jeffrey A. Hoffman, astronaute américain.
- 4 novembre : Robert Ryan, matador américain.
- 7 novembre : Luigi Riva, footballeur italien († 22 janvier 2024).
- 8 novembre : Colleen Beaumier, femme politique fédérale.
- 14 novembre : Björn Bjarnason, homme politique islandais.
- 17 novembre :
  - John-David F. Bartoe, astronaute américain.
  - Danny DeVito, acteur, réalisateur et producteur américain.
  - Lorne Michaels, producteur et scénariste.
- 22 novembre : Pierre Albertini, homme politique français.
- 25 novembre : Herbert Volz, sculpteur allemand.
- 26 novembre : Karin Schubert, actrice allemande.
- 30 novembre : Joseph Boakai, homme politique libérien.

## Décès
- 6 novembre :
  - Walter Edouard Guinness, Lord Moyne, homme politique britannique.
  - Fernand Charpin, acteur français.
  - Fritz Brodowski, général allemand.
- 9 novembre : Aimé Lepercq, ministre des Finances.
- 19 novembre : Ludwig Dettmann, peintre allemand (° 25 juillet 1865).
- 22 novembre : Sir Arthur Eddington, astronome et physicien britannique (° 1882).
- 23 novembre :
  - Robert Fleig, résistant français pendant la Seconde Guerre mondiale, qui guide la 2e division blindée lors de la libération de Strasbourg (°28 juin 1893).
  - Albert Zimmer, résistant français et combattant de la 2e DB mort, à quelques kilomètres de chez lui, en participant à la libération de Strasbourg (°12 juillet 1922).
- 25 novembre :
  - Justin Pennerath, prêtre et résistant français pendant la Seconde Guerre mondiale (° 14 juin 1902).
  - Joseph Roth, prêtre et résistant français pendant la Seconde Guerre mondiale (° 7 septembre 1911).
- 28 novembre : Jean-Paul Sac, un résistant français mort à 16 ans (° 14 décembre 1927).
- 29 novembre : Hégésippe Jean Légitimus, député, conseiller général et maire de Pointe-à-Pitre, fondateur du mouvement socialiste de la Guadeloupe (°1868).
- 30 novembre :
  - Pierre Audevie, résistant français du réseau Alliance pendant la Seconde Guerre mondiale (° 5 septembre 1897).
  - Sigismond Damm, résistant français du réseau Alliance pendant la Seconde Guerre mondiale (° 5 juin 1905).
  - Jean-Henri Durand, résistant français du réseau Alliance pendant la Seconde Guerre mondiale (° 18 septembre 1900).
  - Michel Gartner, résistant français du réseau Alliance pendant la Seconde Guerre mondiale (° 30 juillet 1919).
  - Robert Gontier, résistant français du réseau Alliance pendant la Seconde Guerre mondiale (° 28 février 1915).
  - André Joriot, officier et résistant français du réseau Alliance pendant la Seconde Guerre mondiale (° 3 novembre 1921).
  - Martin Sabarots, résistant français du réseau Alliance pendant la Seconde Guerre mondiale (° 22 février 1894).